# Katedra Najświętszej Maryi Panny w Glasgow
Katedra Najświętszej Maryi Panny w Glasgow (ang. Saint Mary's Cathedral) – katedra diecezji Glasgow i Galloway Szkockiego Kościoła Episkopalnego.
Wzniesiona przez architekta George Gilberta Scotta w latach 1871–1878. Iglice zaprojektowane przez Johna Oldrida Scotta, ukończone w 1893 roku. Kościół na planie krzyża z bocznymi nawami z detalami w stylu wczesnego gotyku angielskiego, proste maswerki. Mury ciosowe, Krawędzie z wypolerowanego kamienia polnego. Nawa główna z pięcioprzęsłowa z kątowymi przyporami w nawach bocznych; okrągłe okna w clerestorium połączone ślepą arkadą. Fasada zachodnia: 3 wysokie ostre łuki nad portalem ostrołukowym zwieńczonym przez 3 trójkątne przypory; przerywane sparowane drzwi z narożną głowicą. 5 talerzowych maswerków w oknach naw bocznych. Kroksztynowe przebiegi w okapach; łupkowe dachy. Wieża w narożniku południowo-wschodnim; 3 główne przęsła z kątowymi przyporami. Najniższe proste przęsło z oknami ostrołukowymi; 2. przęsło z ostrymi łukami w grupach po trzy. 3. przęsło z talerzowym maswerkiem w otworach wentylacyjnych; głęboka grupa ozdobnych damaskinaży w pachwinie łuku. Nad nimi, stół wspornikowy z parapetem i bartyzanami w narożnikach. Powyżej wznosi się oblicowana iglica; Najniższa część z wysmukłymi lukarnami okiennymi na strony świata. W narożnikach lukarny z rzeźbionymi postaciami świętych. Iglica zwęża się do punktu zwieńczenia kulą i metalowym krzyżem. Wnętrze: pięciołukowa arkada na przebitych/skupionych kolumnach oddzielających nawę od naw bocznych. Otwarty drewniany dach; konstrukcja nośna oparta na kamiennych sprzęgniętych kolumnach. Skrzyżowanie naw nakryte Achem w formie sklepienia wachlarzowego. Ośmioboczna ambona z muru ciosowego podparta kolumienkami z polerowanego granitu; chrzcielnica na marmurowej podstawie, także z ośmioboczną misą z muru ciosowego, opartą na kolumienkach z polerowanego granitu; rozbudowany rzeźbiony dębowy baldachim nad chrzcielnicą. Organy w południowym transepcie; lektorium wykonane z żelaza. Nastawa ołtarzowa wyrzeźbiona z drewna dębowego przez R. Lorimera z obrazami tablicowymi namalowanymi przez Phoebe'a Traquaira, około 1920–1921. Witraż, około 1880 roku wykonany przez John Hardman i Co z Londynu i Birmingham.